# Acido poliprotico
Un acido poliprotico è un particolare tipo di composto acido che può dare più di una deprotonazione (perdita di un protone). Essi vengono detti diprotici, triprotici, ecc. in base al numero di protoni che sono in grado di dissociare.
Esempi di acidi poliprotici sono:
- Acido solforico ({\displaystyle H_{2}SO_{4}})
- Acido fosforico ({\displaystyle H_{3}PO_{4}})
- Acido carbonico ({\displaystyle H_{2}CO_{3}})
- Acido solfidrico ({\displaystyle H_{2}S})

## Differenze nelle dissociazioni
Un acido ha solitamente solo la prima dissociazione completa e quindi con costante di dissociazione {\displaystyle K_{a}} elevata, mentre le successive dissociazioni sono non complete e con {\displaystyle K_{a}} molto basso. Per questo motivo il pH di una soluzione poliprotica può essere valutato con buona approssimazione considerando solo la prima dissociazione. Questo comportamento è dovuto a fattori di natura elettrica e chimica, infatti sarà tanto più difficile sottrarre un idrogeno a un composto quanto più sullo stesso si avrà una carica negativa. Proprio la carica negativa è quella che aumenta nelle dissociazioni, come nell'esempio seguente:
{\displaystyle \mathrm {H_{3}PO_{4}} +\mathrm {H_{2}O} \longrightarrow \mathrm {{H_{2}PO_{4}}^{-}} +\mathrm {H_{3}O^{+}} \;}
{\displaystyle K_{a}=7,5\times 10^{-3}}
{\displaystyle \mathrm {{H_{2}PO_{4}}^{-}} +\mathrm {H_{2}O} \rightarrow \mathrm {{HPO_{4}}^{-2}} +\mathrm {H_{3}O^{+}} \;}
{\displaystyle K_{a}=6,2\times 10^{-8}}
{\displaystyle \mathrm {{HPO_{4}}^{-2}} +\mathrm {H_{2}O} \rightarrow \mathrm {{PO_{4}}^{-3}} +\mathrm {H_{3}O^{+}} \;}
{\displaystyle K_{a}=4,2\times 10^{-13}}
Le stesse considerazioni possono essere fatte per le basi poliprotiche che hanno la successiva perdita di ioni negativi anziché di ioni positivi.

## Importanza degli acidi poliprotici
Acidi che possono dare più dissociazioni, come abbiamo visto, sono caratteristici di più costanti di dissociazioni e si prestano bene a equilibri che vanno a formare tamponi. In medicina questi tamponi vengono usati per controllare la quantità di anidride carbonica e mantenere un giusto equilibrio di acidità nel sangue (il pH fisiologico è infatti in un range 6,8-7,8 mentre quello arterioso 7,35-7,45). Nel nostro organismo è in particolar modo usato l'equilibrio dato dal tampone acido solforico con l'anidride carbonica e lo ione H2PO4− rispettivamente nel sangue e nel fegato (ambiente più acido, con pH che si aggira intorno a valore di acidosi).